# Gekko
Genre
Gekko est un genre de geckos de la famille des Gekkonidae.

## Répartition
Les 59 espèces de ce genre se rencontrent dans le sud-est de l'Asie et en Océanie.
La plupart des espèces de ce genre vivent dans les forêts tropicales humides. 

## Description
Ce sont des geckos dits "typiques". Ce genre contient le connu Gekko gecko, aussi appelé gecko tokay.
Ils sont pour la plupart insectivores, avec parfois d'autres sources de nourriture comme des fruits, de petits mammifères ou de petits reptiles pour les plus grandes espèces. Ces animaux sont principalement arboricoles, et pourvus de setæ leur permettant d'escalader la plupart des surfaces.

## Liste des espèces
Selon The Reptile Database (9 novembre 2017) :
- Gekko aaronbaueri Tri, Thai, Phimvohan, David & Teynié, 2015
- Gekko adleri Nguyen, Wang, Yang, Lehmann, Le, Ziegler & Bonkowski, 2013
- Gekko albofasciolatus (Günther, 1867)
- Gekko athymus Brown & Alcala, 1962
- Gekko auriverrucosus Zhou & Liu, 1982
- Gekko badenii Szczerbak & Nekrasova, 1994
- Gekko boehmei Luu, Calame, Nguyen, Le & Ziegler, 2015
- Gekko bonkowskii Luu, Calame, Nguyen, Le & Ziegler, 2015
- Gekko canaensis Ngo & Gamble, 2011
- Gekko canhi Rösler, Nguyen, Van Doan, Ho, Nguyen & Ziegler, 2010
- Gekko carusadensis Linkem, Siler, Diesmos, Sy & Brown, 2010
- Gekko chinensis (Gray, 1842)
- Gekko coi Brown, Siler, Oliveros, Diesmos & Alcala, 2011
- Gekko crombota Brown, Oliveros, Siler & Diesmos, 2008
- Gekko ernstkelleri Rösler, Siler, Brown, Demeglio & Gaulke, 2006
- Gekko gecko (Linnaeus, 1758)
- Gekko gigante Brown & Alcala, 1978
- Gekko grossmanni Günther, 1994
- Gekko guishanicus Lin & Yao, 2016
- Gekko hokouensis Pope, 1928
- Gekko japonicus (Schlegel, 1836)
- Gekko kikuchii (Oshima, 1912)
- Gekko kwangsiensis Yang, 2015
- Gekko lauhachindai Panitvong, Sumontha, Konlek & Kunya, 2010
- Gekko liboensis Zhou, Liu & Li, 1982
- Gekko melli (Vogt, 1922)
- Gekko mindorensis Taylor, 1919
- Gekko monarchus (Schlegel, 1836)
- Gekko nadenensis Luu, Nguyen, Le, Bonkowski & Ziegler, 2017
- Gekko nutaphandi Bauer, Sumontha & Pauwels, 2008
- Gekko palawanensis Taylor, 1925
- Gekko palmatus Boulenger, 1907
- Gekko petricolus Taylor, 1962
- Gekko porosus Taylor, 1922
- Gekko reevesii (Gray, 1831)
- Gekko remotus Rösler, Ineich, Wilms & Böhme, 2012
- Gekko romblon Brown & Alcala, 1978
- Gekko rossi Brown, Oliveros, Siler & Diesmos, 2009
- Gekko russelltraini Ngo Van Tri, Bauer, Wood & Grismer, 2009
- Gekko scabridus Liu & Zhou, 1982
- Gekko scientiadventura Rösler, Ziegler, Vu, Herrmann & Böhme, 2004
- Gekko sengchanthavongi Luu, Calame, Nguyen, Le & Ziegler, 2015
- Gekko shibatai Toda, Sengoku, Hikida & Ota, 2008
- Gekko siamensis Grossmann & Ulber, 1990
- Gekko similignum Smith, 1923
- Gekko smithii Gray, 1842
- Gekko subpalmatus (Günther, 1864)
- Gekko swinhonis Günther, 1864
- Gekko taibaiensis Song, 1985
- Gekko takouensis Ngo & Gamble, 2010
- Gekko tawaensis Okada, 1956
- Gekko taylori Ota & Nabhitabhata, 1991
- Gekko thakhekensis Luu, Calame, Nguyen, Le, Bonkowski & Ziegler, 2014
- Gekko truongi Phung & Ziegler, 2011
- Gekko verreauxi Tytler, 1865
- Gekko vertebralis Toda, Sengoku, Hikida & Ota, 2008
- Gekko vietnamensis Sang, 2010
- Gekko vittatus Houttuyn, 1782
- Gekko wenxianensis Zhou & Wang, 2008
- Gekko yakuensis Matsui & Okada, 1968

## Publication originale
- Laurenti, 1768 : Specimen medicum, exhibens synopsin reptilium emendatam cum experimentis circa venena et antidota reptilium austriacorum Vienna Joan Thomae p. 1-217 (texte intégral).